# ناحية ارم (مقاطعة دشتستان)
ناحية ارم (بالفارسية: بخش ارم) هي ناحية في مقاطعة دشتستان التابعة لمحافظة بوشهر في إيران. في تعداد عام 2006، كان عدد سكانها 14,551 نسمة في 2,951 عائلة. فيها مدينة واحدة: تنك أرم. وقسمان ريفيان: قسم دهرود الريفي وقسم إرم الريفي.